# Banánköztársaság
A banánköztársaság kifejezést pejoratív értelemben olyan (általában latin-amerikai illetve karibi) országokra értjük, amelyek politikailag instabilak és élükön egy korrupt és törvénytelen eszközökkel kormányzó párt vagy diktátor gyakorolja a hatalmat. Ebből az instabilitásból következik, hogy ezen államok gyakran színterei politikai puccsoknak és forradalmaknak.

## A kifejezés eredete
A térség jellemző mezőgazdasági terményeinek, elsősorban a banánnak és az ananásznak a hasznosítására az amerikai United Fruit Company vetette meg a lábát ezekben az országokban, a 19. század végén. A mamutkonszern hamarosan kizárólagos termeltetési és felvásárlási monopóliumokra tett szert, és mivel az érintett országok exportképes termékeinek közel 90%-át a banán tette ki, az értékesítés pedig a UFC kezében volt, az adott országok nemzetgazdasági – és ezáltal politikai – szinten gyakorlatilag az amerikai megavállalat függőségébe kerültek.
A UFC a helyi politikai vezetés és gazdasági stratégia tekintetében egyaránt dominált, a köztársasági berendezkedési forma díszletté vált, amelyet áthatott a korrupció. A politikusoknak a gazdasági kényszerek miatt igen szűk mozgástér jutott, előtérbe kerültek a személyes ambíciók, ami instabilitáshoz, csatározásokhoz, válságokhoz, puccsokhoz, illetve ezek állandósulásához vezetett. Eközben a UFC tényleges gazdasági dominanciája nem sérült, mert minden hatalomra jutott erő számára egyaránt létkérdés volt a banánexport és az abból származó bevétel folyamatosságának biztosítása.
A UFC a saját érdekeit (de csak azokat) maximálisan biztosította a térségben, saját használatára épített infrastruktúrát, kutatólaboratóriumokat, végzett növénynemesítést stb., de a térséget gyakorlatilag saját gyarmataként kezelte.

## Irodalmi vonatkozások
Először O. Henry amerikai író és humorista használta 1904-ben a Cabbages and Kings című novelláskötetében, egy „Anchuria” nevű, Hondurasról mintázott fiktív országra. A „köztársaság” szó ironikusan a helyi politikai viszonyok operett-jellegére, a „banán” szó pedig a térség alapvető árucikkére utal.